# Parwoz Bobodżan Gafurow
Parwoz Bobodżan Gafurow (tadż. Клуби футболи «Парвоз» Бобоҷон Ғафуров) – tadżycki klub piłkarski, mający siedzibę w mieście Gafurow, na północy kraju.

## Historia
Chronologia nazw:
- 2001: Awiator Czkałowsk (ros. «Авиатор» Чкаловск)
- 2004: Awiator Bobodżan Gafurow (ros. «Авиатор» Бободжон Гафуров)
- 2005: Parwoz Bobodżan Gafurow (ros. «Парвоз» Бободжон Гафуров)

Piłkarski klub Awiator został założony w miejscowości Czkalowsk w 2001 roku. Na początku występował w mistrzostwach wilajetu sogdyjskiego. W 2003 zespół debiutował w rozgrywkach Wyższej Ligi Tadżykistanu. W debiutanckim sezonie zdobył brązowe medale. W 2004 klub przeniósł się do miejscowości Gafurow i reprezentował dystrykt Gafurow. Ponownie był trzecim w końcowej klasyfikacji oraz zdobył Puchar Tadżykistanu. Przed rozpoczęciem sezonu 2005 zmienił nazwę na Parwoz Bobodżan Gafurow. W tłumaczeniu z tadżyckiego Parwoz oznacza lot, a nazwa miejscowości pochodzi od nazwiska znanego tadżyckiego historyka i polityka Bobodżana Gafurowa. Kolejny sukces przyszedł w 2007, kiedy to zespół zdobył srebrne medale mistrzostw oraz ponownie Puchar.

## Sukcesy

### Trofea międzynarodowe
Nie uczestniczył w rozgrywkach azjatyckich (stan na 31-12-2015).

### Trofea krajowe
Tadżykistan
| \| \| Zdobyte trofea w rozgrywkach Tadżykistanu (stan na: 31-12-2015) \| |                                                                 |      |                  |
| Rozgrywki                                                                | Osiągnięcie                                                     | Razy | Sezon(y)         |
| Mistrzostwo                                                              | I miejsce                                                       | 0    |                  |
| Mistrzostwo                                                              | II miejsce                                                      | 2    | 2007, 2008       |
| Mistrzostwo                                                              | III miejsce                                                     | 3    | 2003, 2004, 2005 |
| Puchar                                                                   | zdobywca                                                        | 2    | 2004, 2007       |
| Puchar                                                                   | finalista                                                       | 0    |                  |
| II liga                                                                  | I miejsce                                                       | 0    |                  |
| II liga                                                                  | II miejsce                                                      | 0    |                  |
| II liga                                                                  | III miejsce                                                     | 0    |                  |
| Tadżykistan                                                              | Zdobyte trofea w rozgrywkach Tadżykistanu (stan na: 31-12-2015) |      |                  |

## Stadion
Klub rozgrywa swoje mecze domowe na stadionie Furudgoh w Gafurowie, który może pomieścić 5 000 widzów.

## Piłkarze
Znani piłkarze:
| - Manuczehr Achmedow - Zokir Berdikulow - Mansur Hakimow - Numon Hakimow - Subhon Hodżamow - Dżomihon Muhidinow - Anwar Norkulow - Asatullo Nurullojew | - Jusuf Rabijew - Ibrahim Rabimow - Ruslan Rahmatow - Samad Szohzuhurow - Ruslan Tawakkalow - Farhod Tohirow - Aliszer Tujczijew - Zafardżon Zubajdow |

## Trenerzy
...
- 2003–2005:  Szarif Nazarow

...
- 2007–2009:  Tohir Nurmatow
- 2009–2010:  Hamid Karimow
- 2011–...:  Muhammad Dżurajew